# Samson (film din 1961)
Samson este un film din 1961 regizat de Andrzej Wajda.